# Valdas Jonušis
Valdas Jonušis (ur. 2 kwietnia 1962 w Wilnie) – radziecki, następnie litewski kierowca wyścigowy.

## Biografia
W 1982 roku zadebiutował w Litewskiej Formule Easter, zostając mistrzem serii, a także triumfując w niej nieprzerwanie do 1987 roku. W 1983 roku zajął drugie miejsce w Letniej Spartakiadzie Narodów ZSRR. W 1984 roku zadebiutował w Sowieckiej Formule Easter, zajmując czwarte miejsce na koniec sezonu. W sezonie 1985 wygrał swój pierwszy wyścig Sowieckiej Formuły Easter, co miało miejsce na torze Czajka. W 1986 roku zmienił samochód na Estonię 21M. W sezonie 1989 wystartował w Sowieckiej Formule Mondial, zajmując czwarte miejsce w klasyfikacji końcowej. W tym samym roku testował na torze Imola samochód Formuły 3. W latach 1990–1991 startował w Polskiej Formule Mondial, natomiast w latach 1992–1993 ścigał się Fordem Fiestą. W sezonie 1994 ścigał się Martini MK65 we Francuskiej Formule Renault. W 2002 roku zdobył natomiast trzecie miejsce w Bałtyckim Pucharze Toyoty Yaris.
Jego bratem jest Darius, który również był kierowcą wyścigowym.

## Wyniki
| Legenda oznaczeń w tabelach wyników Wyświetl szablon na nowej stronie | Legenda oznaczeń w tabelach wyników Wyświetl szablon na nowej stronie                                                                     |
| Oznaczenie                                                            | Wyjaśnienie |
| --------------------------------------------------------------------- | --- |
| Złoty                                                                 | Zwycięzca lub mistrzostwo |
| Srebrny                                                               | 2. miejsce lub wicemistrzostwo |
| Brązowy                                                               | 3. miejsce lub II wicemistrzostwo |
| Zielony                                                               | Ukończył, punktował (w klasyfikacji generalnej, gdy zdobył co najmniej jeden punkt na przestrzeni sezonu, poza trzema powyższymi opcjami) |
| Niebieski                                                             | Ukończył, nie punktował (w klasyfikacji generalnej, gdy nie zdobył co najmniej jednego punktu na przestrzeni sezonu)                      |
| Czerwony                                                              | Nie zakwalifikował się (NZ) |
| Czerwony                                                              | Nie prekwalifikował się (NPK) |
| Różowy                                                                | Nie ukończył (NU) |
| Różowy                                                                | Niesklasyfikowany (NS) (w klasyfikacji generalnej, gdy nie został sklasyfikowany w żadnym wyścigu sezonu)                                 |
| Czarny                                                                | Zdyskwalifikowany (DK) |
| Czarny                                                                | Wykluczony (WYK/EX) |
| Biały                                                                 | Nie wystartował (NW) |
| Biały                                                                 | Kontuzjowany (K/INJ) |
| Biały                                                                 | Wyścig odwołany (OD/C) |
| Bez koloru                                                            | Został wycofany (WYC/WD) |
| Bez koloru                                                            | Nie przybył (NP/DNA) |
| Bez koloru                                                            | Nie brał udziału w treningach (NT/DNP) |
| Bez koloru                                                            | Nie został zgłoszony (–) |
| Pogrubienie                                                           | Start z pole position |
| Kursywa                                                               | Najszybsze okrążenie wyścigu |
| †                                                                     | Nie ukończył, ale jego rezultat został zaliczony ze względu na przejechanie więcej niż 90% dystansu wyścigu.                              |
| *                                                                     | Sezon w trakcie |
| 1/2/3                                                                 | Punktowana pozycja w sprincie kwalifikacyjnym                                                                                             |
| Lista systemów punktacji Formuły 1                                    | |

### Puchar Pokoju i Przyjaźni
| Rok  | Samochód      | Silnik | Wyniki w poszczególnych eliminacjach | Wyniki w poszczególnych eliminacjach | Wyniki w poszczególnych eliminacjach | Wyniki w poszczególnych eliminacjach | Pkt. | Msc. |
| ---- | ------------- | ------ | ------------------------------------ | ------------------------------------ | ------------------------------------ | ------------------------------------ | ---- | ---- |
| 1989 |               |        | Polska                               |                                      |                                      |                                      | 41   | 17   |
| 1989 | Estonia 21.10 | Łada   | -                                    | 4                                    | -                                    | -                                    | 41   | 17   |

### Sowiecka Formuła Easter
| Rok  | Zespół       | Samochód    | Silnik | Wyniki w poszczególnych eliminacjach | Wyniki w poszczególnych eliminacjach | Wyniki w poszczególnych eliminacjach | Wyniki w poszczególnych eliminacjach | Pkt. | Msc. |
| ---- | ------------ | ----------- | ------ | ------------------------------------ | ------------------------------------ | ------------------------------------ | ------------------------------------ | ---- | ---- |
| 1984 |              |             |        |                                      |                                      |                                      |                                      | ?    | 4    |
| 1984 | DOSAAF Wilno | Estonia 20  | Łada   | 7                                    | 8                                    | 3                                    |                                      | ?    | 4    |
| 1985 |              |             |        |                                      |                                      |                                      |                                      | 112  | 9    |
| 1985 | DOSAAF Wilno | Estonia 20  | Łada   | NU                                   | 1                                    | NU                                   |                                      | 112  | 9    |
| 1986 |              |             |        |                                      |                                      |                                      |                                      | 57   | 13   |
| 1986 | DOSAAF Wilno | Estonia 21M | Łada   | 7                                    | NU                                   |                                      |                                      | 57   | 13   |
| 1987 |              |             |        |                                      |                                      |                                      |                                      | 151  | 17   |
| 1987 | DOSAAF Wilno | Estonia 21M | Łada   | NU                                   | 2                                    | 10                                   | DK                                   | 151  | 17   |
| 1988 |              |             |        |                                      |                                      |                                      |                                      | 77   | 8    |
| 1988 | DOSAAF Wilno | Estonia 21M | Łada   | NU                                   | 7                                    | 6                                    |                                      | 77   | 8    |

### Sowiecka Formuła Mondial
| Rok  | Zespół       | Samochód      | Silnik | Wyniki w poszczególnych eliminacjach | Wyniki w poszczególnych eliminacjach | Wyniki w poszczególnych eliminacjach | Pkt. | Msc. |
| ---- | ------------ | ------------- | ------ | ------------------------------------ | ------------------------------------ | ------------------------------------ | ---- | ---- |
| 1989 |              |               |        |                                      |                                      |                                      | 86   | 4    |
| 1989 | DOSAAF Wilno | Estonia 21.10 | Łada   | 3                                    | NU                                   | 3                                    | 86   | 4    |

### Polska Formuła Mondial
| Rok  | Zespół   | Samochód     | Silnik     | Wyniki w poszczególnych eliminacjach | Wyniki w poszczególnych eliminacjach | Wyniki w poszczególnych eliminacjach | Wyniki w poszczególnych eliminacjach | Wyniki w poszczególnych eliminacjach | Wyniki w poszczególnych eliminacjach | Pkt. | Msc. |
| ---- | -------- | ------------ | ---------- | ------------------------------------ | ------------------------------------ | ------------------------------------ | ------------------------------------ | ------------------------------------ | ------------------------------------ | ---- | ---- |
| 1990 |          |              |            | Polska                               | Polska                               | Polska                               | Polska                               | Polska                               | Polska                               | 0    | NS   |
| 1990 | STK Elfa | Estonia-Elfa | Volkswagen | -                                    | -                                    | 1                                    | NU                                   | -                                    | 2                                    | 0    | NS   |
| 1991 |          |              |            | Polska                               | Polska                               | Polska                               | Polska                               | Polska                               | Polska                               | 0    | NS   |
| 1991 | STK Elfa | Estonia 25   | Volkswagen | NU                                   | 3                                    | 7                                    | -                                    | 1                                    | 8                                    | 0    | NS   |

### Francuska Formuła Renault
| Rok  | Zespół              | Samochód     | Silnik  | Wyniki w poszczególnych eliminacjach | Wyniki w poszczególnych eliminacjach | Wyniki w poszczególnych eliminacjach | Wyniki w poszczególnych eliminacjach | Wyniki w poszczególnych eliminacjach | Wyniki w poszczególnych eliminacjach | Wyniki w poszczególnych eliminacjach | Wyniki w poszczególnych eliminacjach | Wyniki w poszczególnych eliminacjach | Wyniki w poszczególnych eliminacjach | Wyniki w poszczególnych eliminacjach | Wyniki w poszczególnych eliminacjach | Pkt. | Msc. |
| ---- | ------------------- | ------------ | ------- | ------------------------------------ | ------------------------------------ | ------------------------------------ | ------------------------------------ | ------------------------------------ | ------------------------------------ | ------------------------------------ | ------------------------------------ | ------------------------------------ | ------------------------------------ | ------------------------------------ | ------------------------------------ | ---- | ---- |
| 1994 |                     |              |         | Francja                              | Francja                              | Francja                              | Francja                              | Francja                              | Francja                              | Francja                              | Francja                              | Francja                              | Francja                              | Francja                              | Hiszpania                            | 0    | NS   |
| 1994 | Ecurie Motul Nogaro | Martini MK65 | Renault | -                                    | NW                                   | -                                    | -                                    | -                                    | -                                    | -                                    | -                                    | -                                    | -                                    | 25                                   | -                                    | 0    | NS   |